# Újpest
 Ovo je glavno značenje pojma Újpest. Za druga značenja pogledajte Újpest (razdvojba).
Újpest je IV. okrug mađarskog glavnog grada Budimpešte, a nalazi se na lijevoj obali Dunava. Riječ Újpest znači "Nova Pešta", a potječe od osnutka Újpesta na rubu postojećeg grada Pešte 1840. godine. Današnji okrug Újpest je bio klasificiran kao selo sve do 1907., kad je službeno postao grad. 1950. godine anektirala ga je Budimpešta u stvaranju Velike Budimpešte. Otada je Újpest IV. okrug Budimpešte.